# Taeniotes chapini
Taeniotes chapini es una especie de escarabajo longicornio del género Taeniotes, tribu Monochamini, subfamilia Lamiinae. Fue descrita científicamente por Dillon y Dillon en 1941.

## Descripción
Mide 35 milímetros de longitud.

## Distribución
Se distribuye por Bolivia, Brasil, Ecuador y Perú.